# Nina Berberová
Nina Berberová (rusky Нина Николаевна Берберова; 8. srpna 1901 Petrohrad – 26. září 1993 Filadelfie) byla ruská prozaička a básnířka, která své dílo vytvářela v emigraci, nejprve ve Francii, později v USA. Život a osud ruské emigrace bylo hlavní téma jejích próz.

## Život
Otec byl Armén, matka Ruska. Berberová byla od časného mládí rozhodnutá stát se literátkou. V roce 1915 poznala Alexandra Bloka a Annu Achmatovovou, roku 1921 se účastnila jednání básnického sdružení Znějící lastura, které založil Nikolaj Gumiljov. Téhož roku, ještě v Rusku, publikovala první verše, již za rok však emigrovala, spolu se spisovatelem Vladislavem Chodasevičem, který se stal později jejím manželem. Po určitou dobu žili i v Československu, také u Maxima Gorkého v Německu a Itálii, nakonec se ale usadili roku 1925 v Paříži. Zde Berberová přispívala do exulantských periodik (Poslednije novosti, Novy dom, Ruskaja mysl) a začala vydávat romány (Poslední a první, Velitelka, Bez západu). V roce 1932 se s manželem rozešla, protože navázala známost s malířem Nikolajem Makejevem. Úspěšná byla její biografie Čajkovskij, již vydala roku 1936. Z beletrie vzbudila největší zájem poválečná novela Zmírnění údělu (1949).
V roce 1950 odešla do Spojených států amerických. Zde dále přispívala do ruskojazyčných exulantských periodik (např. Mosty), pracovala pro rozhlasovou stanici Hlas Ameriky a později učila na Yaleské univerzitě (1958–63) a v Princetonu (1963–71), kde se stala profesorkou literatury. Z literárních prací největšího úspěchu dosáhla její autobiografie, jež vyšla nejprve v angličtině roku 1969 a jmenovala se Psáno kurzivou (The Italics Are Mine). V emigrantských kruzích, jež vylíčila dosti bez příkras, kniha vyvolala mnoho sporů, ale zajistila autorce úspěch u amerických čtenářů i u těch ruských, když za Gorbačovovy perestrojky mohla vyjít na konci 80. let v Sovětském svazu. Se zájmen byl přijatý i její životopis Ocelová žena z roku 1981, jehož námětem jsou životní osudy špiónky Moury Budberg (1893–1974). V roce 1989 navštívila rodný Petrohrad. Po celý život také překládala, do ruštiny přeložila díla Romaina Rollanda, Konstantinose Kavafise či Thomase Stearnse Eliota. Do francouzštiny převedla některé Dostojevského texty.